# Мърсър (окръг, Западна Вирджиния)
Вижте пояснителната страница за други значения на Мърсър.
Окръг Мърсър (на английски: Mercer County) е окръг в щата Западна Вирджиния, Съединени американски щати. Площта му е 1090 km², а населението – 62 523 души (2012). Административен център е град Принстън.